# Dinastia Saudeleur
A Dinastia Saudeleur (Pohnpeiano: Mwehin Sau Deleur, "Período do Senhor de Deleur"; também transcrito Chau-te-leur) foi o primeiro governo organizado a unificar o povo da ilha Pohnpei, governando de aproximadamente 1100 d.C. até cerca de 1628 d.C.. Essa dinastia foi precedida pelo Mwehin Kawa ou Mwehin Aramas (Período de Construção, ou Período de Povoamento), e seguida pelo período Mwehin Nahnmwarki.  O nome Deleur era um nome antigo de Pohnpei, hoje a ilha e um Estado onde está localizada a capital dos Estados Federados da Micronésia. 
A lenda pohnpeiana relata que seus governantes eram de origem estrangeira, e que sua aparência era bem diferente dos pohnpeianos nativos. A forma centralizada do governo do Saudeleur é caracterizada na lenda pohnpeiana como se tornando cada vez mais opressiva ao longo de várias gerações. Demandas arbitrárias e onerosas, bem como uma reputação de ofender as deidades pohnpeianas, semearam ressentimento entre os pohnpeianos. A Dinastia Saudeleur terminou com a invasão de Isokelekel, outro estrangeiro semi-mítico, que substituiu o governo saudeleur pelo governo nahnmwarki mais descentralizado e que existe até hoje. 

## Origens
Os primeiros colonos da ilha foram provavelmente pessoas da cultura Lapita das Ilhas Salomão do Sudeste ou do arquipélago de Novas Hébridas (Vanuatu). De acordo com a lenda pohnpeiana, a ilha principal foi criada por um grupo de 17 homens e mulheres de uma terra distante ao sul que empilharam rochas no recife de coral circundante. A ilha era habitada por nativos que se misturavam com os recém-chegados. Sua população cresceu mas sua sociedade estava em um estado de anarquia perpétua.
A Dinastia Saudeleur se iniciou com a chegada dos feiticeiros gêmeos Olisihpa e Olosohpa do mítico Katau Ocidental, ou Kanamwayso. Olisihpa e Olosohpa eram muito mais altos do que os pohnpeianos nativos. Os irmãos chegaram em uma grande canoa em busca de um lugar para construir um altar para que pudessem adorar Nahnisohn Sahpw, o deus da agricultura. Depois de várias falsas tentativas, os dois irmãos construíram com sucesso um altar na megalítica Nan Madol, onde realizaram seus rituais.  Na lenda, esses irmãos levitavam as pedras enormes com a ajuda de um dragão voador.  Quando Olisihpa morreu de velhice, Olosohpa tornou-se o primeiro Sau Deleur.  Olosohpa casou-se com uma mulher local e criou doze gerações, produzindo dezesseis outros governantes saudeleur do clã Dipwilap ("Grande"). Os fundadores da dinastia governaram gentilmente, embora seus sucessores colocassem demandas cada vez maiores em seus súditos. 

## Sociedade

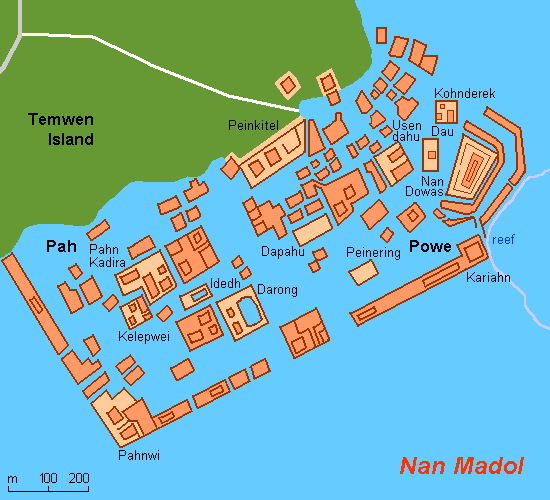
Planta da antiga capital Nan Madol, composta por ilhas artificiais

As leis eram mantidas por um homem, o Saudeleur, em Nan Madol. A terra, tudo que ela continha e seus habitantes eram propriedade do governante, que alugava a terra para os Senhores das Terras que supervisionavam os habitantes que aravam e colhiam a terra. Os habitantes eram obrigados a pagar tributos frequentes aos governante na forma de frutas e peixes. 
O tributo consistia principalmente de frutas durante o rak, a estação de abundância, e depois mudava para inhame, taro, e frutos fermentados durante isol, a estação da escassez. Frutos do mar também eram oferecidos ao Saudeleur em algumas épocas. O sistema de tributos era inicialmente sazonal, porém, com o tempo, as exigências do Saudeleur deixaram a população faminta e vivendo como escravos, pois tinham que pagar em mão-de-obra e oferecer a maioria dos materiais primeiro ao governante. A insatisfação pública levou a pelo menos dois assassinatos, mas outro Saudeleur simplesmente subia no lugar do último. Alguns métodos comuns para salvar os recurso contra a opressão eram o desafio de ordens e roubo de propriedade oferecida ao Saudeleur. 
Alguns Saudeleur eram governantes benignos: Inenen Mwehi estabeleceu uma aristocracia, e Raipwenlang era um mágico habilidoso.   Outros, no entanto, eram famosos por sua crueldade. Sakon Mwehi tributou os habitantes da ilha impiedosamente, e Raipwenlake usou magia para localizar os pohnpeianos mais gordos para comê-los.   Outro, Ketiparelong, é lembrado por sua esposa glutona que foi alimentada com o fígado de seu próprio pai que era plebeu em um banquete; ela cometeu suicídio e foi seguida por Ketiparelong.   Saraiden Sapw estabeleceu a prática habitual de que fossem colhidos pra si os primeiros frutos da ilha.   

### Divisões administrativas
Pohnpei foi dividido em três wei, ou estados, durante o reinado do Saudeleur Mwohnmwei. Kohpwahleng (atual Madolenihmw) era a divisão oriental, subdividida em sete áreas: Wenik Peidi, Wenik Peidak, Enimwahn, Lehdau, Senipehn, Lepinsed e Deleur. No oeste, ficava Malenkopwale (atual Kitti) e compreendia quatro áreas: Onohnleng, Kepihleng, Lehnpwel e Ahnd. Pwahpwahlik (composto pelas atuais areas de Sokehs, U e Nett) no norte era composto pelas áreas de Palikir, Sokehs, Tipwen Dongalap, Kahmar, Nan Mair e a ilha Pakin. 
Sokehs foi uma região de prestígio sob o reinado Saudeleur e Onohnleng permaneceu em grande parte autônoma. Áreas de Kitti e Kepihleng no oeste tinham a reputação de desafiar a autoridade do Saudeleur. 
Na capital Nan Madol, os governantes Saudeleur desenvolveram um sistema de títulos estratificado denotando ocupações particulares, incluindo conselheiro-chefe, preparador de alimentos, guardas de entrada e guardas de habitação. 
De acordo com as lendas, os governantes da Dinastia Saudeleur nunca se preocuparam com assuntos militares, e a época é geralmente caracterizada como pacífica, embora os nativos sentissem uma crescente insatisfação com a administração. 